# Vida tóxica
Vida tóxica es el undécimo disco de la cantante española Luz Casal, puesto a la venta en 2007. El título hace referencia a la quimioterapia que tuvo que recibir la cantante para superar el cáncer de mama que padeció durante ese año.

## Lista de canciones
| N.º | Título                | Escritor(es)                           | Duración |  |
| 1.  | «Sé feliz»            | Descemer Bueno Martínez                | 3:15     |  |
| 2.  | «Bajo tu abrazo»      | Luz Casal, Rui Veloso                  | 3:37     |  |
| 3.  | «18 años»             | Casal                                  | 3:13     |  |
| 4.  | «Cara y cruz»         | Casal, Luis Auserón                    | 4:06     |  |
| 5.  | «Espérame»            | Casal, Pablo Guerrero, Jorge F. Ojea   | 3:57     |  |
| 6.  | «Soy»                 | Casal                                  | 3:32     |  |
| 7.  | «Besos al aire»       | Casal, Faustino Fernández, Pablo Sycet | 2:55     |  |
| 8.  | «Lo mejor de lo peor» | Carlos Goñi                            | 4:06     |  |
| 9.  | «Regalé»              | Casal, Olivier Durand, Guerrero        | 3:23     |  |
| 10. | «Crece el caudal»     | Casal                                  | 3:50     |  |
| 11. | «Sueños raros»        | Casal, Josue Santos                    | 4:03     |  |

## Sencillos
- "Sé feliz"
- "Soy"
- "18 años"

## Personal

### Músicos
- Luz Casal: voz, compositora, letras y dibujos.
- Tino Di Geraldo: batería.
- Marcelo Fuentes: bajo eléctrico.
- Jorge F. Ojea: guitarras acústica y eléctrica.
- Paco Salazar: guitarras española, acústica y eléctrica, guitarra nylon string, percusión y sintetizador.
- Paco Trinidad: loops, sintetizador.
- Paul "Wix" Wickens: acordeón, piano Rhodes, órgano Hammond y sintetizador.
- Robbie McKintosh: eléctrica.
- Pino Palladino: bajo eléctrico.

### Producción
- Paco Salazar: programación y arreglos de cuerda.
- Paco Trinidad: productor.
- Darren Allison: Ingeniero de Grabación.
- Darren Allison: Ingeniero de Mezclas.